# Theresa Garnett
Theresa Garnett (17 de mayo de 1888 - 24 de mayo de 1966) fue una sufragista británica. Fue una “manifestante en serie”, que a veces se hacía llamar 'Annie O'Sullivan', fue encarcelada y se negó a cooperar. Agredió a Winston Churchill con un látigo. Se retiró de la militancia después de que el movimiento sufragista decidiera provocar incendios como parte de sus protestas. Fue directora honoraria de una revista de derechos de la mujer en 1960.

## Trayectoria
Theresa Garnett nació en Leeds en 1888, y era hija de Joshua Garnett y de Frances Theresa Garnett que murió cuando la bebé Theresa tenía 21 días de "manía puerperal" (psicosis posparto) en el West Riding Pauper Lunatic Asylum, cerca de Wakefield Garnett fue criada por sus abuelos paternos, educada en una escuela de convento, y luego trabajó durante algún tiempo como alumna-maestra.

## Actividad sufragista
En 1907, se unió a la Unión Social y Política de Mujeres (WSPU por sus siglas en inglés) después de ser inspirada por un discurso pronunciado por Adela Pankhurst. En abril de 1909, despertó cierto interés al correr de un lado a otro con un silbato antes de encadenarse, junto con otras cuatro activistas, entre ellas Bertha Quinn, Margery Humes y Sylvia Russell, a una de las estatuas de los dignatarios masculinos, en el vestíbulo central del Cámaras del Parlamento, para protestar contra la ley que prohibía precisamente este tipo de cosas: conducta desordenada dentro del Palacio de Westminster cuando el Parlamento estaba en sesión. No fueron acusadas.
En junio de 1909, Garnett y Lillian Dove Willcox fueron arrestadas durante otro intento de "asaltar" la Cámara de los Comunes y condenadas por agredir a un guardián mientras estaban en la prisión de Holloway y fueron condenadas a otros diez días de prisión.

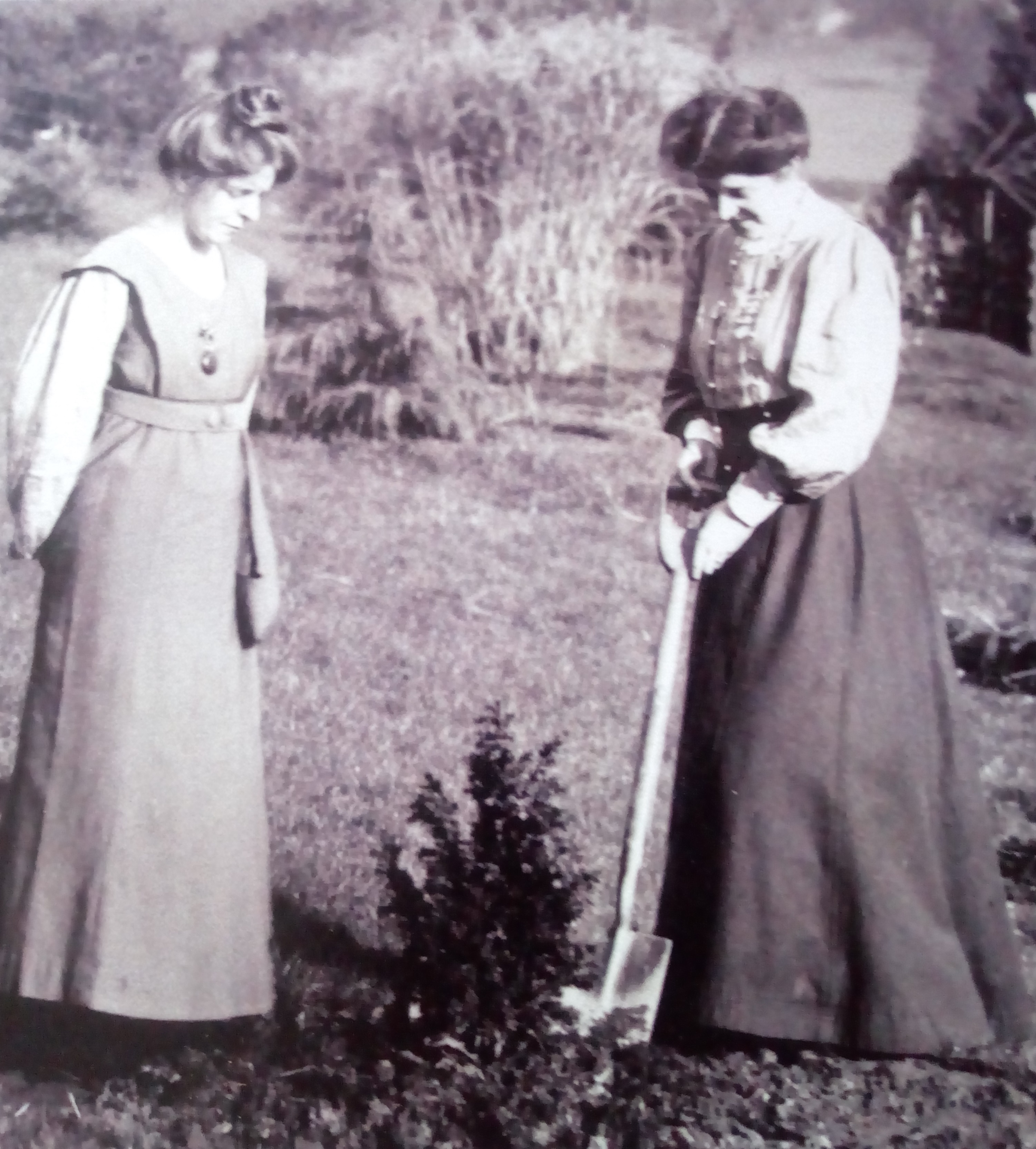
Las sufragistas Annie Kenney y Theresa Garnett el 7 de noviembre de 1909

El 7 de noviembre de 1909 fue invitada a Eagle House en Batheaston en Somerset. Eagle House era conocida como "El descanso de las sufragistas" debido a su apoyo al movimiento. Fue la residencia de la sufragista Mary Blathwayt y de su madre Emily. Emily había decidido plantar un árbol para conmemorar a cada mujer que había estado en prisión por la causa. Estos árboles llegaron a ser conocidos como el "Arboretum de Annie", en honor a Annie Kenney, la directora local. Garnett plantó un Taxus baccata Elegantissima y se instaló una placa de plomo para registrar el evento. El esposo de Emily era un gran fotógrafo y dejó constancia del mismo.
La semana siguiente, el 14 de noviembre de 1909, Garnett atacó a Winston Churchill en la estación de tren de Bristol Temple Meads con un látigo para perros y le hizo un corte en la cara. Detenida, fue sentenciada a un mes de prisión en HM Prison Bristol por perturbar la paz, si bien Churchill no presentó cargos por el asalto en sí. Se declaró en huelga de hambre, fue alimentada a la fuerza, trató de incendiar su celda y terminó su condena en el hospital. Recibió por sus acciones un broche de la WSPU por su encarcelamiento y la Medalla de Huelga de Hambre por "Valor" en la huelga de hambre. En 1910, se convirtió en directora de la WSPU en Camberwell, pero abandonó la Unión después de algunos desacuerdos sobre la campaña de incendios provocados de la WPSU.

## Primera Guerra Mundial
Durante la Primera Guerra Mundial, trabajó como hermana en el Royal London Hospital y sirvió en el Frente Occidental con la Reserva del Hospital Civil, siendo elogiada por su "valiente y distinguido servicio en el campo", en Francia.

## Posguerra
Se mantuvo favorable al movimiento feminista, se unió al Six Point Group junto a la sufragista Charlotte Marsh, que más tarde le dejó un legado.
Garnett se convirtió en directora honoraria del boletín de la Women's Freedom League en 1960. Le gustaba seguir en contacto con la comunidad sufragista.
Garnett murió en 1966, dejando muy poco patrimonio.